# 水原恵理
水原 恵理（みずはら えり、1976年6月5日 - ）は、テレビ東京アナウンサー。アナウンス部デスク。

## 略歴
大阪府出身。血液型A型。成城学園高等学校・成城大学文芸学部卒業。高校在学時のクラスメイトに、歌手の森山直太朗と女優の木村佳乃がいる。また、大学時代には準ミス成城に選ばれた。
学生時代よりアナウンサーを志望し、フジテレビの『お台場アナウンススクール』に通っていた。
1999年、テレビ東京入社。同期入社は塩田真弓。
学生時代は女子グランドホッケーの選手でインターハイへの出場経験がある。現在も地元世田谷の女子ラグビーユニオンチーム・世田谷レディースにフルバックとして所属している。女性アナウンサーとしては珍しく、ラグビーに関する取材を得意としていたが2008年春から2年半の間はスポーツ分野の番組は担当していなかった。
テレビ東京公式ホームページ内の久保田麻三留アナウンス部長（当時）のブログでは彼女のことを「エリエール姐さん（結婚前は"姉"だった）」と呼んでいる。、2005年4月に発売された週刊プレイボーイ誌上では『エリンコ』というニックネームで呼ばれていると書かれていた。
2007年6月10日に映画プロデューサーの熊谷喜一と結婚式を挙げたが、2010年秋に離婚。
2020年2月9日にBSテレ東で放送された「緊急特番 ありがとう!梓みちよさん」で合田道人と司会を務めた際、番組中で自身の親戚のおば（詳細不明）が故人と友人だったという縁を明かすとともに、そのおばが梓から譲られたというステージ衣装やアクセサリーを持参。梓のネックレス・イヤリングを身に着け番組を進行した。

## 現在の担当番組
- ゆうがたサテライト（2020年4月 - ）※主に水曜担当。
- 日経サタデー ニュースの疑問（BSテレ東、サブキャスター）
- ゴルフ交遊抄（BSテレ東、聞き手）

## 過去の担当番組
- こちら経済編集長（BSジャパン、2008年10月 - 2009年6月、編集長助手）
- TXNニュース（日曜日の昼と夕方）
- いい旅・夢気分（2時間 - 3時間スペシャルに司会として出演）
- 朝は楽しく!スマイルサプリメント
- スポーツ10ミニッツ
- いまどき娘とハッスルオヤジ
- バモ!FC東京（2001年 - 2003年、FC東京応援番組）
- スポーツ魂（2004年4月 - 2005年3月）
- サッカーTVワイド（BSジャパン）
- ウイニング競馬（土）
- スポ魂!（水・木、2004年3月 - 2005年3月・木、2006年4月 - 2007年4月）
- おもてなし音楽バラエティ むちゃ∞ブリ!（2007年4月 - 2008年3月、ナレーション）
- メガスポ!（2007年4月 - 2008年3月、月曜担当）
- モテケン（2007年4月 - 2008年3月、秘書役としてメガネをかけて出演）
- 朝はビタミン!（2008年4月7日 - 9月22日、月曜日司会ならびに「ビタミンレシピ」のコーナー進行。）
- ワールドビジネスサテライト（経済レポーター）
- 虎ノ門市場（不定期）
- サッカーTV プレミアム（BSジャパン、2010年10月 - 2011年6月）
- E morning（MC　2009年6月29日 - 2011年9月30日）
- Mプラス 11（MC 2011年10月3日 - 2013年9月27日）
- NEWSアンサー（サブキャスター 2013年9月30日 - 2014年3月28日）
- オン・ザ・ロック!（BSジャパン、2015年4月5日 - 9月27日、アシスタント）
  - ザ・ロックTIMES〜世界を変えた音楽〜（BSジャパン、2015年10月4日 - 2016年3月27日、アシスタント）
- BSニュース 日経プラス10（BSジャパン、2014年3月31日 - 2019年3月、サブキャスター）
- 東急ジルベスターコンサート（2017年 - 2019年、司会）
- 昼サテ（2019年4月 - 2020年3月、月・火キャスター）
- テレビ放送開始69年 このテープもってないですか?（BSテレ東、2022年12月27日 - 29日）[4]
- モヤモヤさまぁ～ず2（2023年2月21日、田中瞳欠席時のアシスタント代理）[5]
- 日経プラス9サタデー ニュースの疑問（BSテレ東、サブキャスター）